# Astragalus equisolensis
Astragalus equisolensis är en ärtväxtart som beskrevs av Elizabeth C. Neese och Stanley Larson Welsh. Astragalus equisolensis ingår i släktet vedlar, och familjen ärtväxter. Inga underarter finns listade i Catalogue of Life.